# Championnats d'Europe de course en ligne de canoë-kayak 2013
Navigation
Zagreb 2012 Brandenburg 2014
Les championnats d'Europe de course en ligne de canoë-kayak se déroulent à Montemor-o-Velho (Portugal) du 14 au 16 juin 2013.

## Résultats

### Hommes

#### Canoë
| Event      | Or                                                                                     | Temps           | Argent                                                                 | Temps           | Bronze                                                                    | Temps           |
| C-1 200 m  | Lituanie Jevgenijus Šuklinas                                                           | 41 s 676        | Azerbaïdjan Valentin Demyanenko                                        | 41 s 726        | Russie Andriej Krajtor                                                    | 42 s 136        |
| C-1 500 m  | Tchéquie Martin Fuksa                                                                  | 1 min 51 s 693  | Biélorussie Dzianis Harazha                                            | 1 min 51 s 763  | Pologne Marcin Grzybowski                                                 | 1 min 52 s 693  |
| C-1 1000 m | Tchéquie Martin Fuksa                                                                  | 3 min 52 s 046  | France Mathieu Goubel                                                  | 3 min 53 s 741  | Pologne Marcin Grzybowski                                                 | 3 min 54 s 421  |
| C-1 5000 m | Allemagne Sebastian Brendel                                                            | 22 min 57 s 483 | Pologne Marcin Grzybowski                                              | 23 min 07 s 102 | Roumanie Florin Comănici                                                  | 23 min 16 s 729 |
| C-2 200 m  | Russie Aleksandr Kowalenko Nikolay Lipkin                                              | 37 s 364        | Biélorussie Dzmitryj Rabczanka Alaksandr Wałczecki                     | 37 s 784        | Allemagne Robert Nuck Stefan Holtz                                        | 38 s 219        |
| C-2 500 m  | Russie Alekseï Korovachkov Ivan Shtyl                                                  | 1 min 42 s 206  | Roumanie Liviu Dumitrescu Victor Mihalachi                             | 1 min 44 s 771  | Pologne Tomasz Kaczor Vincent Słomiński                                   | 1 min 45 s 426  |
| C-2 1000 m | Russie Alekseï Korovachkov Ilia Pervoukhine                                            | 3 min 33 s 448  | Hongrie Henrik Vasbányai Róbert Mike                                   | 3 min 33 s 898  | Roumanie Liviu Dumitrescu Victor Mihalachi                                | 3 min 36 s 453  |
| C-4 1000 m | Biélorussie Dzmitryj Rabczanka Dzianis Harazha Dzmitryj Wajciszkin Alaksandr Wałczecki | 3 min 23 s 773  | Roumanie Florin Comanici Gabriel Gheoca Cătălin Costache Josif Chirilă | 3 min 24 s 498  | Ukraine Witalij Werhełes Denys Kowałenko Denys Kameryłow Eduard Szemetyło | 3 min 24 s 628  |

#### Kayak
| Event      | Or                                                         | Temps           | Argent                                                               | Temps           | Bronze                                                         | Temps           |
| K-1 200 m  | Suède Petter Öström                                        | 35 s 217        | Serbie Marko Dragosavljević                                          | 35 s 437        | Allemagne Tom Liebscher                                        | 35 s 742        |
| K-1 500 m  | Danemark René Holten Poulsen                               | 1 min 41 s 406  | Hongrie Miklós Dudás                                                 | 1 min 42 s 496  | Allemagne Max Hoff                                             | 1 min 42 s 696  |
| K-1 1000 m | Danemark René Holten Poulsen                               | 3 min 27 s 225  | Allemagne Max Hoff                                                   | 3 min 28 s 435  | Tchéquie Josef Dostál                                          | 3 min 28 s 910  |
| K-1 5000 m | Allemagne Max Hoff                                         | 19 min 52 s 304 | Portugal Fernando Pimenta                                            | 19 min 57 s 982 | Danemark René Holten Poulsen                                   | 20 min 05 s 102 |
| K-2 200 m  | Russie Yury Postrigay Aleksandr Dyachenko                  | 31 s 994        | Allemagne Ronald Rauhe Jonas Ems                                     | 32 s 464        | France Sébastien Jouve Maxime Beaumont                         | 32 s 654        |
| K-2 500 m  | Allemagne Max Rendschmidt Marcus Gross                     | 1 min 32 s 389  | Serbie Simo Boltić Marko Dragosavljević                              | 1 min 33 s 089  | Pologne Paweł Szandrach Mariusz Kujawski                       | 1 min 33 s 144  |
| K-2 1000 m | Allemagne Max Rendschmidt Marcus Gross                     | 3 min 10 s 337  | Russie Ilja Miedwiediew Anton Riachow                                | 3 min 10 s 412  | Tchéquie Daniel Havel Jan Štěrba                               | 3 min 11 s 687  |
| K-4 1000 m | Tchéquie Daniel Havel Josef Dostál Lukáš Trefil Jan Štěrba | 2 min 55 s 806  | Portugal Fernando Pimenta Emanuel Silva João Ribeiro David Fernandes | 2 min 56 s 856  | Hongrie Zoltán Kammerer Tamás Kulifai Dávid Tóth Dániel Pauman | 2 min 57 s 711  |

### Dames

#### Canoë
| Event     |                                       | Temps          |                                             | Temps          |                                     | Temps          |
| C-1 200 m | Russie Maria Kazakova                 | 51 s 709       | Bulgarie Stanilija Stamenowa                | 51 s 814       | Hongrie Kincső Takács               | 52 s 469       |
| C-2 500 m | Hongrie Zsanett Lakatos Kincső Takács | 2 min 09 s 316 | Russie Natalja Marasanowa Anastasija Ganina | 2 min 10 s 481 | Ukraine Natalija Żyluk Darja Motowa | 2 min 23 s 281 |

#### Kayak
| Event      | Or                                                            | Temps           | Argent                                                                    | Temps           | Bronze                                                                              | Temps           |
| K-1 200 m  | Pologne Marta Walczykiewicz                                   | 42 s 449        | Espagne María Teresa Portela                                              | 42 s 494        | Hongrie Natasa Janics                                                               | 42 s 809        |
| K-1 500 m  | Serbie Dalma Benedek                                          | 1 min 52 s 758  | Hongrie Danuta Kozák                                                      | 1 min 53 s 133  | Allemagne Katrin Wagner-Augustin                                                    | 1 min 53 s 698  |
| K-1 1000 m | Serbie Dalma Ružičić-Benedek                                  | 3 min 54 s 225  | Danemark Henriette Hansen                                                 | 3 min 57 s 680  | Hongrie Erika Medveczky                                                             | 3 min 58 s 305  |
| K-1 5000 m | Hongrie Renáta Csay                                           | 22 min 49 s 691 | Royaume-Uni Louisa Sawers                                                 | 22 min 53 s 360 | Espagne Eva Barrios                                                                 | 23 min 07 s 192 |
| K-2 200 m  | Hongrie Katalin Kovács Natasa Janics                          | 39 s 363        | Pologne Karolina Naja Magdalena Krukowska                                 | 39 s 418        | Roumanie Roxana Borha Iuliana Țăran                                                 | 39 s 443        |
| K-2 500 m  | Pologne Karolina Naja Beata Mikołajczyk                       | 1 min 44 s 674  | Allemagne Franziska Weber Tina Dietze                                     | 1 min 45 s 484  | Hongrie Katalin Kovács Natasa Janics                                                | 1 min 45 s 849  |
| K-2 1000 m | Pologne Karolina Naja Beata Mikołajczyk                       | 3 min 36 s 410  | Allemagne Carolin Leonhardt Conny Wassmuth                                | 3 min 37 s 245  | Roumanie Irina Lauric Bianca Pleșca                                                 | 3 min 38 s 835  |
| K-4 500 m  | Hongrie Anna Kárász Katalin Kovács Danuta Kozák Natasa Janics | 1 min 31 s 114  | Allemagne Franziska Weber Katrin Wagner-Augustin Verena Hantl Tina Dietze | 1 min 32 s 409  | Biélorussie Alaksandra Hryszyna Volha Khudzenka Nadzeya Papok Marharyta Ciszkiewicz | 1 min 32 s 424  |

## Tableau des médailles
Épreuves officielles uniquement.
| Rang  | Nation      | Or | Argent | Bronze | Total |
| ----- | ----------- | -- | ------ | ------ | ----- |
| 1     | Russie      | 5  | 2      | 1      | 8     |
| 2     | Allemagne   | 4  | 5      | 4      | 13    |
| 3     | Hongrie     | 4  | 3      | 5      | 12    |
| 4     | Pologne     | 3  | 2      | 4      | 9     |
| 4     | Tchéquie    | 3  | 0      | 2      | 5     |
| 6     | Serbie      | 2  | 2      | 0      | 4     |
| 7     | Danemark    | 2  | 1      | 1      | 4     |
| 8     | Biélorussie | 1  | 2      | 1      | 4     |
| 9     | Lituanie    | 1  | 0      | 0      | 1     |
| 10    | Suède       | 1  | 0      | 0      | 1     |
| 11    | Portugal    | 0  | 3      | 0      | 3     |
| 12    | Roumanie    | 0  | 2      | 4      | 6     |
| 13    | France      | 0  | 1      | 1      | 2     |
| 14    | Azerbaïdjan | 0  | 1      | 0      | 1     |
| 14    | Bulgarie    | 0  | 1      | 0      | 1     |
| 14    | Royaume-Uni | 0  | 1      | 0      | 1     |
| 17    | Ukraine     | 0  | 0      | 2      | 2     |
| 18    | Espagne     | 0  | 0      | 1      | 1     |
| Total | Total       | 26 | 26     | 26     | 78    |

## Sources
- (en) 20-c0-b0-g84-t1355-u283-v1.html Résultats Messieurs the-sports.org
- (en) 20-c0-b0-g84-t1355-u283-v0.html Résultats Dames the-sports.org